# Placenta (dulce)

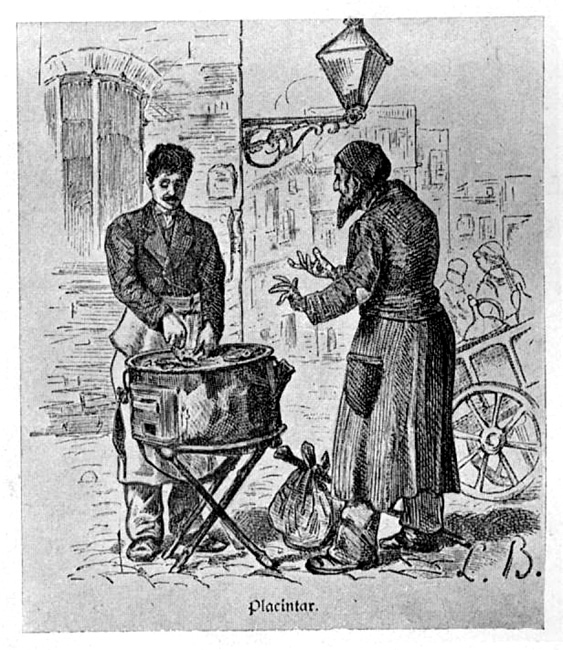
Un vendedor ambulante griego de plăcintă en Bucarest en 1880.

La placenta es un plato de la cocina de la antigua Roma, que fue muy popular, consistente en varias capas de tortas finas alternadas con una mezcla de queso y miel sobre una base de hojas de laurel, horneada y cubierta con miel. Catón el Viejo incluye la receta en su De Agri cultura (160 a. C.). Catón escribe: "Forma la placenta de la siguiente manera: coloca una fila de tracta [tiras largas de masa] sobre la base. Esto se cubre con la masa [queso y miel] sacada del mortero. Coloca otra fila de tracta encima y continua haciéndolo hasta que se termine el queso con miel. Termina con una capa de tracta... coloca la placenta en el horno y coloca una tapa precalentada encima ... cuando esté listo, vierte miel sobre la placenta". El nombre deriva de la palabra griega plakous —en griego antiguo: πλακοῦς, gen. πλακοῦντος,  plakountos, de πλακόεις, plakoeis, "superficie plana"—,  empleada para panes planos y pasteles de varias capas de esas tortas finas, y Andrew Dalby lo considera, así como otras recetas de postres mencionadas por Catón, una "tradición griega"  introducida en la cocina romana posiblemente copiada de un recetario griego. Una descripción del plakous queda en el poeta griego Antífanes (siglo IV a. C.).
Varios estudiosos sugieren que los descendientes del postre romano y romano Oriental (bizantino), plakountas tetyromenous ("placenta con queso") y koptoplakous (griego bizantino: κοπτοπλακοῦς), son los antepasados de los modernos tiropita (börek o banitsa) y baklava respectivamente. El nombre placenta (en griego: "πλατσέντα") es todavía utilizado hoy en la isla de Lesbos en Grecia para describir un postre tipo baklava hecho con varias capas de masa fina alternadas con nueces picadas, horneado y cubierto con miel. Otra variante del plato romano que ha sobrevivido hasta la actualidad es el pastel rumano plăcintă.
A través de su nombre griego plakountos, fue adoptado en la cocina armenia como plagindi, plagunda, y pghagund, todos "pasteles de pan y miel." Del último nombre procede el nombre árabe posterior iflaghun, el cual es mencionado en el recetario árabe medieval Wusla ila al-habib como especialidad de los armenios de Cilicia asentados en el sur de Asia Menor e instalados en los vecinos reinos cruzados del norte de Siria. Así, el plato puede haber viajado hasta Oriente Próximo en la Edad Media a través de los armenios, muchos de los cuales emigraron allí tras la llegada de las tribus turcas que se instalaron en la Anatolia medieval.
El homónimo órgano fetal no recibió tal nombre hasta el Renacimiento. En griego antiguo esta membrana se denominaba corión y en latín secundinae, es decir, lo que salía en segundo lugar después del bebé. En 1559 el anatomista italiano Realdo Colombo en el libro XV de su Re anatómica, describe el órgano como placenta uteri, literalmente "pastel uterino", por su semejanza con una torta. En español, sin embargo, hasta el siglo XX entre el pueblo se siguió llamando secundinas.